# Osteocondroma
Osteocondrona ou exostose é um tipo de tumor benigno. Trata-se da formação anômala de osso e/ou cartilagem na superfície de um osso normal. É um crescimento em forma de cogumelo coberto por cartilagem, conectado ao osso por um talo.
É a neoplasia do esqueleto mais frequentemente observada. A lesão pode ser solitária ou múltipla.
Geralmente ocorre em articulações, mais comumente no ombro ou no joelho.
Os homens são três vezes mais afetados que as mulheres.

## Patologia
Tornam-se detectáveis na maioria das vezes na infância devido ao crescimento. Após o crescimento ósseo na idade adulta, o tumor geralmente não cresce mais.

## Sinais e sintomas
Raramente o tumor provoca sintomas, ocorrendo somente quando o tumor atinge outras estruturas como nervos ou vasos sanguíneos, ou quando ele impede o movimento da articulação. Na maioria das vezes o tumor não é doloroso.

## Tratamento
Um tratamento só é necessário se há queixas. Consiste num procedimento cirúrgico de remoção do tumor.

## Prognóstico
O prognóstico é bom e o desenvolvimento de um tumor maligno é raro (menos de 1% dos casos). O risco de transformação maligna é especialmente mais alto em pacientes com a síndrome hereditária.